# 毕晓琳
毕晓琳（1989年9月18日—），中国足球运动员，中国国家女子足球队成员，司职守门员，现效力于大连权健。曾随队参加2018年亚洲运动会，最终获得银牌。她也参加了2019年女子世界杯足球赛。